# São Pedro de Alcântara
São Pedro de Alcântara (en español: San Pedro de Alcántara) es un municipio brasileño del estado de Santa Catarina. Tiene una población estimada al 2021 de 6 046 habitantes. Fundado en 1829, forma parte de la Región metropolitana de Florianópolis.

## Historia
El actual municipio fue fundado en 1829 como colonia de emigrantes alemanes, promovida por el entonces emperador Pedro I para poblar Santa Catarina. Es considerada la primera colonia alemana en Santa Catarina.
La colonia, que con el tiempo pasó a distrito, formaba parte del municipio de São José. Fue el 16 de abril de 1994, que São Pedro de Alcântara se emancipó como municipio.